# Гейделі

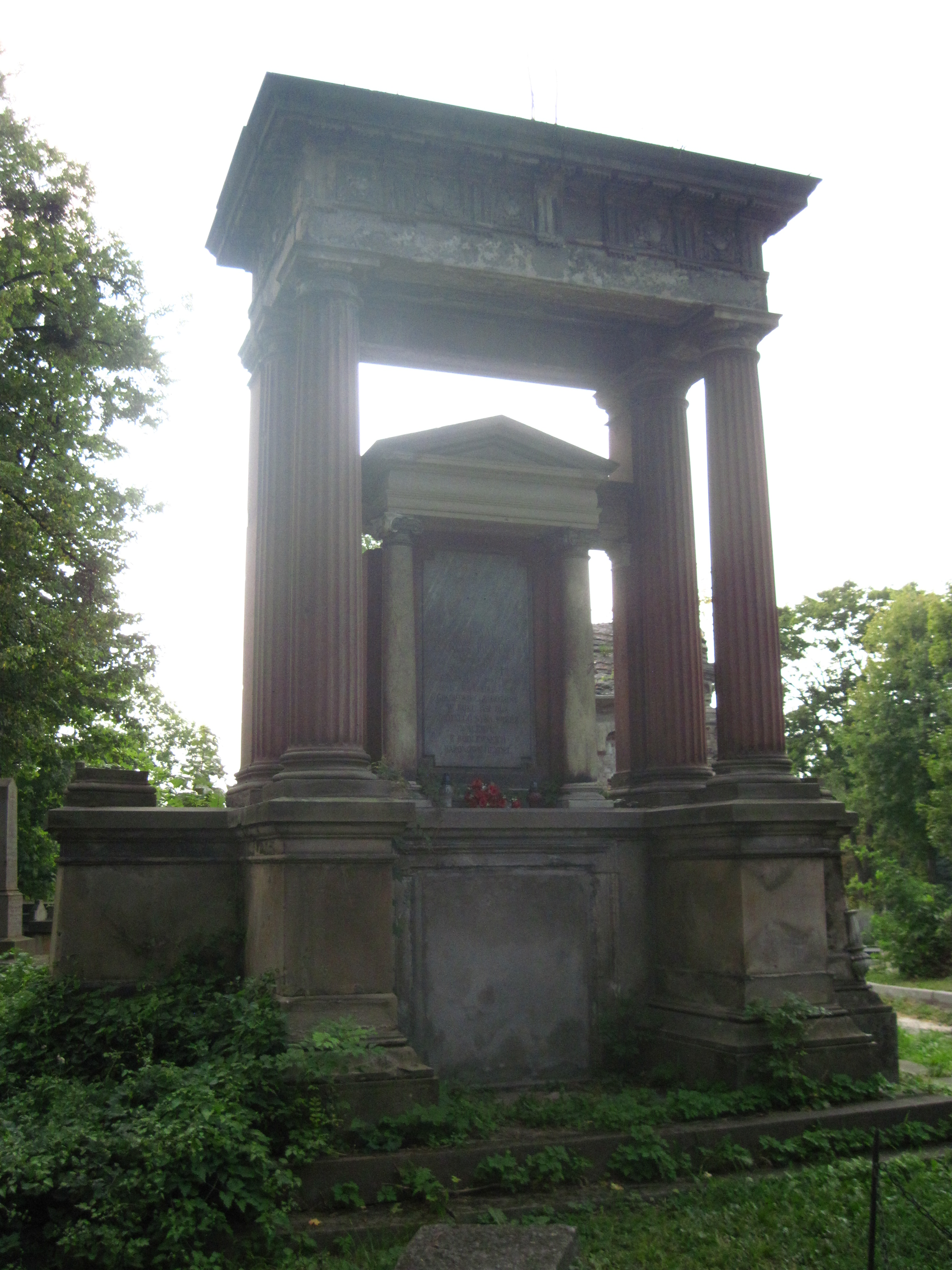
Могила барона Адама Гейделя з Ромашівки, Личаків, 2015

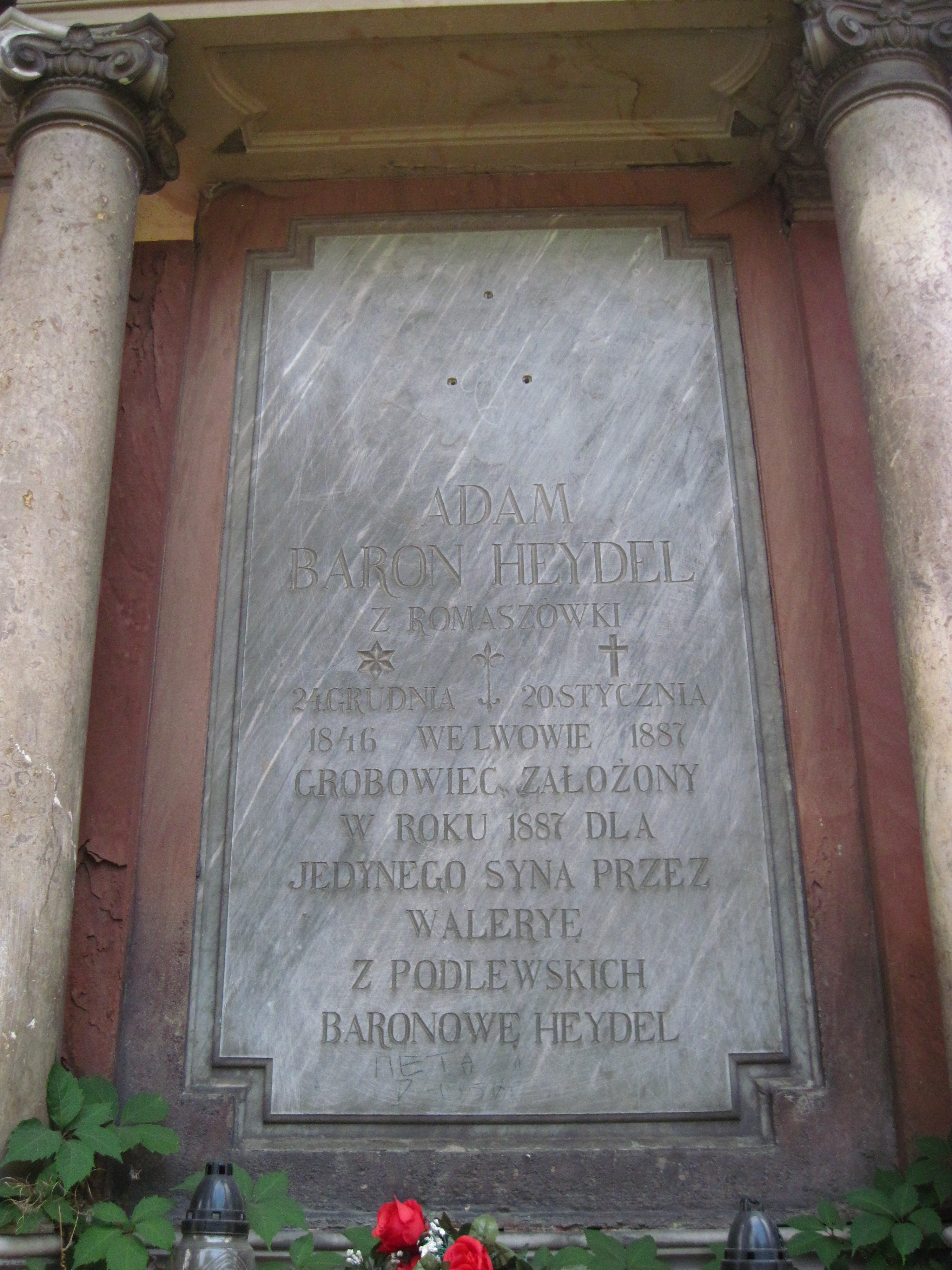
Надпис надгробка

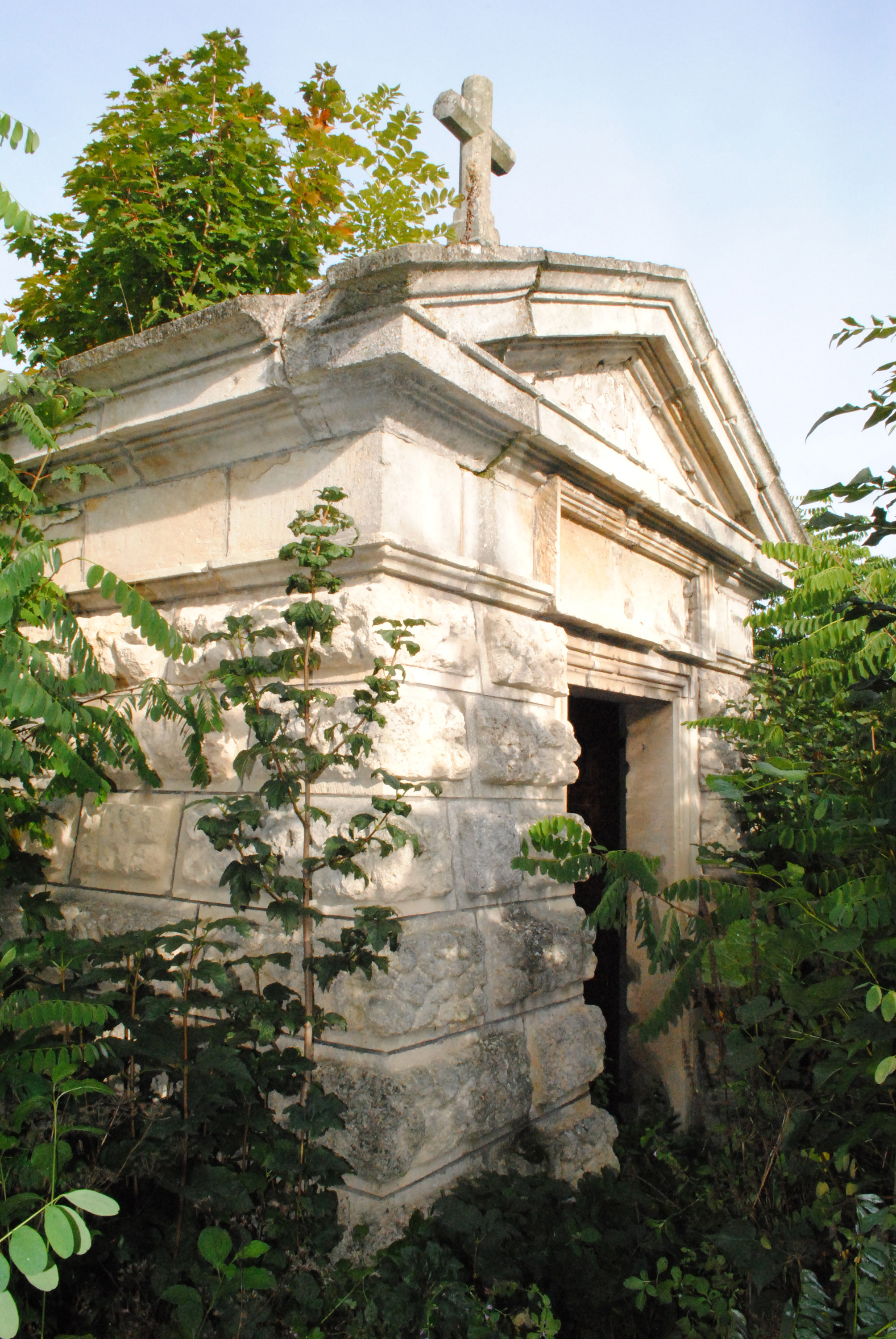
Гробівець баронів Гейделів у Берем'янах, 2014

Гейделі (пол. Heydelowie) — рід німецького походження (з Тюрингії) у Королівстві Галичини та Володимирії. Дідичі, зокрема, сіл Берем'яни (тепер Бучацький район) та Ромашівка (тепер Чортківський район).

## Представники
- Якуб — надзвичайний посол від імператора Священної Римської Імперії до короля Сигізмунда ІІІ під час Варшавського сейму 1615[1]

- Ян Себастьян де Гейдель (1719-22.VI.1796, Литячі) — дідич маєтностей Литячі, Хмелева, Свершківці, Дорогичівка, похований на цвинтарі в Литячах[2], від короля Станіслава Августа «за заслуги предків та власні у боротьбі проти гайдамаків» отримав дідичний титул барона[3]
  - Ян Рудольф Томас (барон, 21.12.1756-27.8.1848), дружини — Людвіка Бахмінська, дочка Міхала, дідича села Копачинці, Саломея де Гогендорф, дочка Йозефа, дідича Шутроминців[4]
    - Александер, дружина — Пауліна Сідоровська[5]
      - Еразм Станіслав (21.5.1836[6]-16.XII.1888, Берем'яни[7][джерело?]), дружина — Якобіна Волянська, дідичка села Берем'яни[6]
        - Францішек Томаш Маріан барон Гейдель (16.VIII.1939, Берем'яни), дружина — гр. Меланія Дідушицька, донька гр. Кароля, внучка Мавриція Дідушицького[8]

    - Кароль Ян[6] (Ян Хризостом Кароль[джерело?], 1806-1848, Львів[6]) - дідич Литячів, дружина — Міхаліна Домбровська
      - Мечислав (28.I.1834-15.IV.1893, Коломия);
        - Здзіслав
          - Адам (6.II.1893-14.III.1941, концтабір Аушвіц-Біркенау)[джерело?]

  - Йоанна — дружина Францішека Мальбеховського, дідича Червоногрода князя Кароля Понінського
  - Ева — дружина галицького стольника Онуфрія Домбровського
  - Людвіка — дружина Рафала Коритовського, дідича села Підгайчики[3]